# Amina Bettiche
Amina Bettiche, née le 14 décembre 1987, est une athlète algérienne pratiquant le steeple.

## Carrière
Elle remporte le 3 000 mètres steeple des Jeux méditerranéens de 2013 à Mersin et des Jeux de la solidarité islamique 2013 à Palembang. Elle est médaillée de bronze sur cette même distance aux Championnats panarabes d'athlétisme 2013 à Doha.
Elle est éliminée en séries du 3 000 mètres steeple féminin aux Jeux olympiques d'été de 2016 à Rio de Janeiro.
Aux Jeux de la solidarité islamique 2017 à Bakou, elle est médaillée d'argent du 3 000 mètres steeple et médaillée de bronze du 1 500 mètres.